# Rodoald
Rodoald také Rodwald (637?–653) byl v letech 652 až 653 langobardský král. Králem Langobardů byl jmenován po smrti svého otce Rothara v roce 652. Vládl jen krátké období, po pěti měsících vlády byl zavražděn Langobardem, jehož manželku svedl.
Rodoald byl pravděpodobně ariánského vyznání jako jeho otec. Paulus Diaconus ve svém díle Historia Langobardorum zaznamenal, že král Rodoald byl velmi chlípný. Zároveň poznamenal, že „Rodoald vládl pět let a sedm dní“ a jeho manželkou byla Gundeberga, dcera krále Agilulfa a královny Theodelindy, která byla obviněna z cizoložství s neznámým mužem. Králův služebník Carellus ji požádal o povolení bojovat s žalobcem, aby podpořil královninu cudnost. Po svolení v přítomnosti všech lidí Carellus nad žalobcem zvítězil, čímž královnu očistil a vrátil jí veškerou její důstojnost.
Rodoalda na trůnu následoval Aripert I., syn Gundoalda, bratra královny Theodelindy z Bavorské dynastie. Aripert byl zvolen s podporou katolické církve, která se stavěla proti ariánské monarchii, a byl tak prvním římskokatolickým králem langobardského království.
Historici považují záznamy Paula Diacona za velmi rozporuplné a poukazují na to, že Paulus Diaconus se pravděpodobně zmýlil, když zaznamenal, že „Rodoald vládl pět let a sedm dní“, patrně měl na mysli pět měsíců a sedm dní. Zároveň informace, že se oženil se svou nevlastní matkou Gundepergou, je obecně považována také za Diaconovu špatnou interpetaci, který matku zaměnil za manželku.